# Tukanobasis corbeti
Tukanobasis corbeti – gatunek ważki z rodziny łątkowatych (Coenagrionidae). Znany tylko z pięciu okazów zebranych w 1964 roku w lesie zalewowym w stanie Amazonas w północno-zachodniej Brazylii. Gatunek ten opisał w 2009 roku brazylijski badacz Ângelo Machado i specjalnie dla niego wprowadził nowy rodzaj – Tukanobasis. Autor jako miejsce typowe wskazał miejscowość Taraquá nad rzeką Río Vaupés, jednak podana przez niego pozycja (3°27′15″S 62°51′05″W/-3,454167 -62,851389) znajduje się kilkaset kilometrów na południowy wschód od tego miejsca.